# Kanton Le Faou
Kanton Le Faou (fr. Canton du Faou) je francouzský kanton v departementu Finistère v regionu Bretaň. Skládá se ze čtyř obcí.

## Obce kantonu
- Le Faou
- Lopérec
- Pont-de-Buis-lès-Quimerch
- Rosnoën